# Michaël Dubuc
Michaël Dubuc (né le 29 juin 1988 à Granby, dans la province de Québec au Canada) est un joueur professionnel canadien de hockey sur glace.

## Carrière de joueur
Après sa carrière junior dans la Ligue de hockey junior majeur du Québec, il se joint à l'organisation des Bears de Hershey pour y faire ses débuts professionnels. Par contre, il est relégué à l'ECHL la majeure partie de sa première saison. Il récolte 58 points en 49 parties avec les Stingrays de la Caroline du Sud. La saison suivante est plus partagée alors qu'il joue 16 parties avec les Bears et un peu plus du double avec les Stingrays.
Pour la saison 2010-2011, il s'aligne avec les Jackals d'Elmira dans l'ECHL.

## Statistiques
| Saison    | Équipe                            | Ligue |    | Saison régulière | Saison régulière | Saison régulière | Saison régulière | Saison régulière |    | Séries éliminatoires | Séries éliminatoires | Séries éliminatoires | Séries éliminatoires | Séries éliminatoires |
| Saison    | Équipe                            | Ligue | PJ | B                | A                | Pts              | Pun              | PJ               | B  | A                    | Pts                  | Pun                  |                      |                      |
| 2004-2005 | Rocket de l'Île-du-Prince-Édouard | LHJMQ | 39 | 2                | 3                | 5                | 25               | -                | -  | -                    | -                    | -                    |                      |                      |
| 2005-2006 | Rocket de l'Île-du-Prince-Édouard | LHJMQ | 20 | 5                | 2                | 7                | 12               | -                | -  | -                    | -                    | -                    |                      |                      |
| 205-2006  | Huskies de Rouyn-Noranda          | LHJMQ | 32 | 22               | 21               | 43               | 8                | 5                | 1  | 0                    | 1                    | 6                    |                      |                      |
| 2006-2007 | Huskies de Rouyn-Noranda          | LHJMQ | 70 | 39               | 34               | 73               | 66               | 16               | 10 | 7                    | 17                   | 16                   |                      |                      |
| 2007-2008 | Huskies de Rouyn-Noranda          | LHJMQ | 70 | 44               | 34               | 78               | 82               | 17               | 17 | 7                    | 24                   | 20                   |                      |                      |
| 2008-2009 | Stingrays de la Caroline du Sud   | ECHL  | 49 | 35               | 23               | 58               | 67               | 12               | 4  | 3                    | 7                    | 12                   |                      |                      |
| 2008-2009 | Bears de Hershey                  | LAH   | 3  | 0                | 0                | 0                | 0                | -                | -  | -                    | -                    | -                    |                      |                      |
| 2009-2010 | Stingrays de la Caroline du Sud   | ECHL  | 38 | 13               | 18               | 31               | 45               | 5                | 1  | 0                    | 1                    | 2                    |                      |                      |
| 2009-2010 | Bears de Hershey                  | LAH   | 16 | 5                | 3                | 8                | 26               | -                | -  | -                    | -                    | -                    |                      |                      |
| 2010-2011 | Jackals d'Elmira                  | ECHL  | 39 | 23               | 15               | 38               | 56               | -                | -  | -                    | -                    | -                    |                      |                      |
| 2010-2011 | Americans de Rochester            | LAH   | 5  | 2                | 1                | 3                | 0                | -                | -  | -                    | -                    | -                    |                      |                      |